# Geraldine Galván
Geraldine Alejandra Galván Correa  (Mexikó, 1993. augusztus 30. –) mexikói színésznő.

## Élete és pályafutása
1993. augusztus 30-án született Mexikóban. 
Karrierjét 2001-ben kezdte. 2010-ben szerepet kapott az Időtlen szerelem című sorozatban. 2012-ben a Por ella soy Eva című telenovellában Jennifer Contreras szerepét játszotta. 2013-ban megkapta Fabiola szerepét a Mentir para vivirben.

## Filmográfia

### Telenovellák
- Reina de Corazones (2014) - Greta de Rosas
- Mentir para vivir (2013) - Fabiola Camargo Aresti
- Por ella soy Eva (2012) - Jennifer Contreras
- Rafaela doktornő (Rafaela) (2011) - Lupita
- Időtlen szerelem (Cuando me enamoro) (2011) - Alisson Contreras
- Amy, la niña de la mochila azul (2004) - Mary Loly Álvarez-Vega
- Pablo y Andrea (2005) - Hilda
- Cómplices al rescate (2002) - Doris Torres
- María Belén (2001) - Gema
- Carita de ángel (2001)
- El noveno mandamiento (2001) - Fabiola (gyerek)

### Sorozatok
- Como dice el dicho (2013)
- Mujeres asesinas 3 - Epizód: Elvira y Mercedes, justicieras - Lupita
- La rosa de Guadalupe (2008-2010)
- Terminales  (2008) - Brenda Márquez
- La Familia P. Luche (2007)
- Mujer, casos de la vida real (2003-2004) - 2 epizód